# Tolbo nuur
Il lago Tolbo, o Tolbo nuur, (in mongolo: Толбо нуур) è un lago d'acqua dolce della Mongolia occidentale, si trova nella provincia del Bajan-Ôlgij, distretto di Tolbo, circa 40 km a sud di Ôlgij; è affiancato dalla strada che collega Ôlgij a Hovd. A sud del lago si trova la città di Tolbo.
Il lago si trova a un'altitudine di 2.080 m sul livello del mare. La superficie totale del lago è di 84 km², è lungo 21 km e largo 7 km. È ricco di pesci, tra cui il temolo e il Diptychus maculatus ed è rifugio di alcune specie minacciate di uccelli: l'haliaeetus leucoryphus e il falco cherrug, oltre ad ospitare il cormorano, il cigno selvatico, l'oca indiana, la casarca comune, il quattrocchi e la pavoncella.